# Микулино (Московская область)
Микулино — село на севере Лотошинского района Московской области, на реке Шоше, административный центр Микулинского сельского поселения. Население — 1455 чел. (2010).

## История
С XIV века — город Микулин (от Твери — 53 версты, от Волоколамска — 50 вёрст, от Старицы — 40 вёрст), центр Микулинского княжества. После польско-литовского нашествия город Микулин стал называться селом Микулино-Городище. До 1929 года село Микулино-Городище было волостным центром Старицкого уезда Тверской губернии, затем — в составе Московской области.
Основание города
В начале XIV века на берегу реки Шоши тверскими князьями был основан город Микулин. Он был окружён земляным валом с частоколом с башнями и тремя въездными воротами. В нынешнее время высота валов достигает 5,5 метров. Микулинский детинец окружал большой посад с торгом. Детинец находился на восточном левом берегу реки Шоши, на земляном кругообразном валу, высотой в три сажени, по окружности — в 280 саженей. Площадь, занимаемая укреплением, имела вид неправильного овала, немного выступающего к юго-востоку, и насчитывала 70 саженей в длину и ширину. Вокруг вала был ров, наполненный водой. По верхней кромке вала тянулись рубленые стены (тын) с несколькими глухими и двумя проездными башнями с воротами. Ещё одни ворота (хозяйственные) выходили к ручью, впадающему в Шошу. Ворота располагались с севера, востока и юга.
XIV век
Город Микулин входил в Великое княжество Тверское и достался в 1339 году в удел Михаилу Александровичу, внуку великого Тверского князя Михаила Ярославича, одержавшего победу в битве при Бортенево, в сорока верстах от Твери, в 1317 году над объединённым войском Московского и Суздальского князей. На стороне этого войска активно выступал татарский отряд во главе с ханским послом Кавгадыем.
В 1339 году первому князю Микулинскому Михаилу было всего лишь шесть лет. Получил он во владение город Микулин от своего отца, казнённого в Орде.
В 1354 году началось самостоятельное управление Михаилом Александровичем своим Микулинским уделом. С этого времени город Микулин стал центром Микулинского княжества, просуществовавшего шесть поколений на протяжении 146 лет.
1339—1399 Михаил Александрович (на его сестре Ульяне был женат Великий князь Литовский Ольгерд (Альгирдас), правивший в 1345—1377 гг., сын Гедимина).
В 1370 году и в 1375 году Дмитрий Донской «взял и пожег город».
В 1398 году здесь был построен каменный собор (копия памятной доски которого вмурована в стену нынешнего храма 1550-х годов постройки).
1399—1407 Фёдор Михайлович, младший 6-й сын Михаила, жена — дочь московского боярина Фёдора Андреевича Кошки. Умер в 1430 году.
XV век
Расцвет Микулина пришёлся на XV век, когда его удельные князья даже чеканили собственную монету.
1407—1435 Александр Фёдорович. У него два сына — Фёдор Телятевский и Борис Микулинский.
1435—1455 Фёдор Фёдорович.
1455—1461 Борис Александрович.
1461—1485 Андрей Борисович.
После присоединения Твери к Москве в 1485 году, Микулин постепенно утратил своё значение.
XVI век
После смерти последнего князя Василий Андреевич Микулинского в начале 1540-х их владения унаследовал князь Семён Иванович Телятевский-Пунков, принявший фамилию «Микулинский». Сразу после его смерти от ран (1559) в конце 1550-х гг. был построен (поверх старой усыпальницы) ныне существующий собор Михаила Архангела взамен обветшавшего старого, послуживший усыпальницей князя.
Храм был несколько раз расписан, но до настоящего времени дошли лишь небольшие фрагменты живописи. В XIX веке был засыпан подвальный этаж с усыпальницей князя Семена Микулинского.
При этом к XVI веку предположительно уже существовал Михаило-Архангельский Микулинский мужской монастырь при соборе Михаила Архангела. В 1546 году он упоминается в духовной княгини Александры Беззубцевой, в иночестве Ефросинии как "Михаил Архангел в Микулине".
XVII век

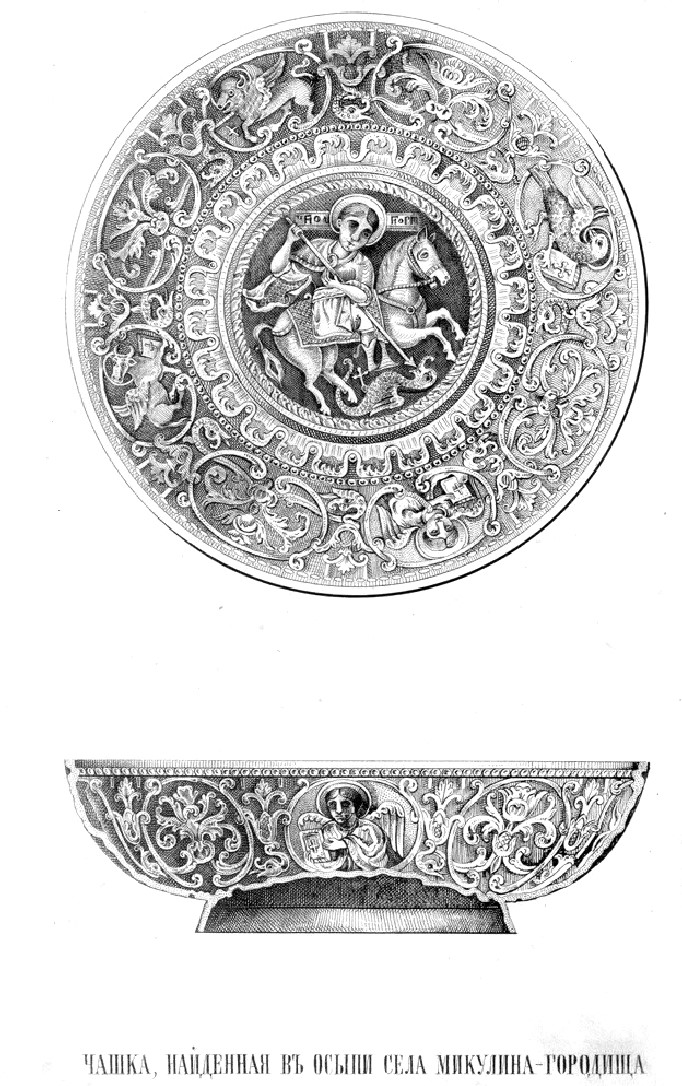
«Микулинская чаша» (серебро, принадлежала князю Юрию Дмитриевичу (1374–1434)) в честь Св. Георгия.

Во время смуты начала века город сильно пострадал. В 1613—1645 гг., при царе Михаиле Фёдоровиче, в Микулине были царские наместники. Последним микулинским князем по мужской линии был Фёдор Андреевич Телятевский, находившийся на царской службе в качестве стольника и воеводы Тобольска, затем — Астрахани. Ему принадлежала оставшаяся от князя Андрея Андреевича вотчина — треть Микулина, а две трети были за ним же в вотчине по купчей из Поместного приказа.
После смерти Фёдора Андреевича в 1645 году по его завещанию эти земли отошли во владение монастырям — Троице-Сергиеву и Кириллову. Вскоре князь Иван Андреевич Голицын, который был родственником Андрея Андреевича Телятьевского, выкупил Микулин у Троице-Сергиева монастыря, заплатив 463 рубля. Перед смертью в 1655 году Иван Андреевич Голицын продал имение Григорию Семёновичу Куракину (до 1606—1679 гг.). После этого имение еще несколько раз перепродавалось, вплоть до революции.
Михаило-Архангельский Микулинский монастырь в 1689 году был приписан к Тверскому архиерейскому дому.
XVIII век
В 1780-х — 1800-х гг. Микулино-Городище принадлежало Александру Александровичу Нарышкину, а после его смерти — его жене Анне Никитичне Нарышкиной. Но она владела лишь частью села. Другая его часть досталась князю Степану Борисовичу Куракину (1754—1805), прапраправнуку Григория Семёновича Куракина.
XIX век

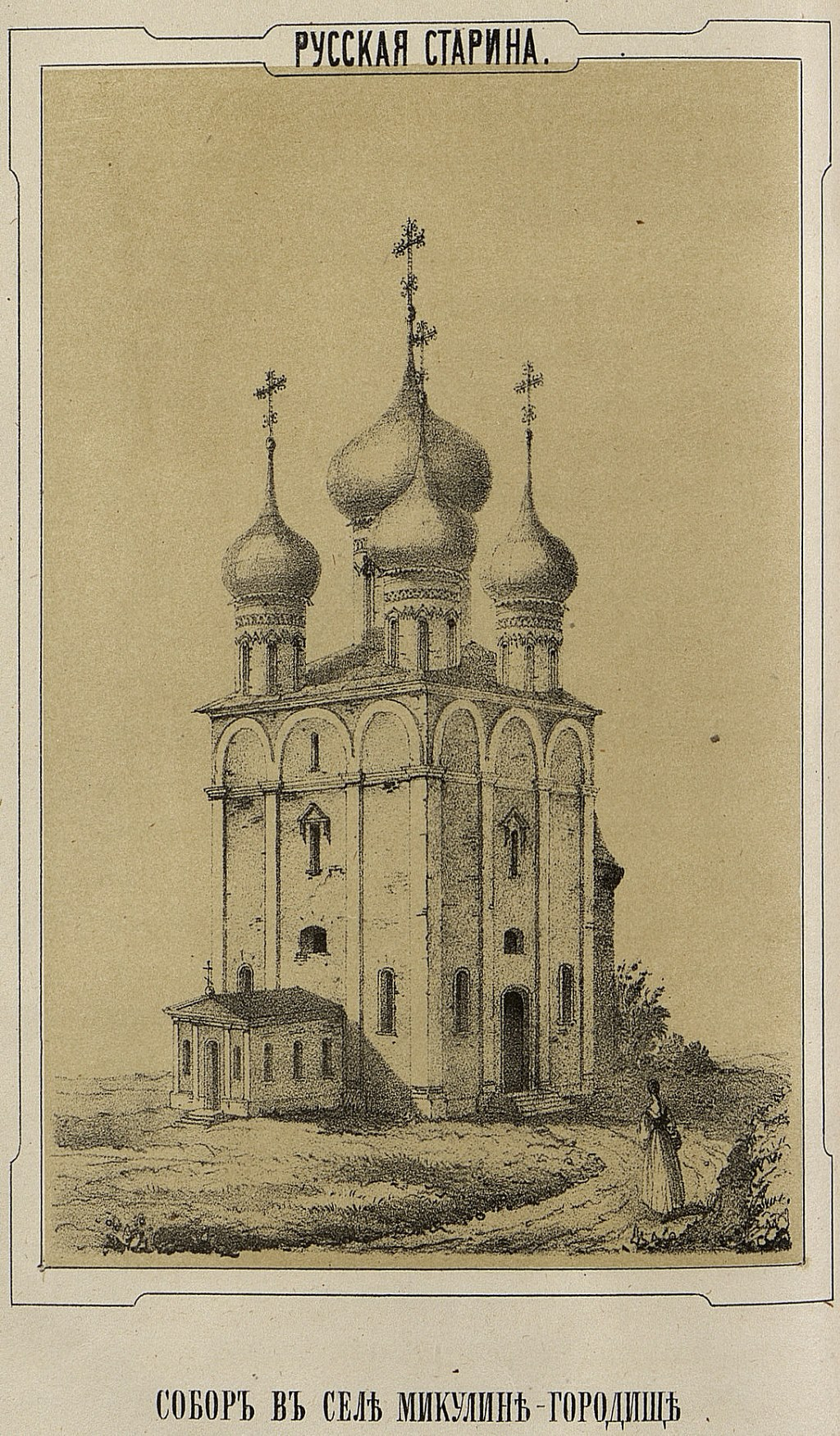
Микулино-Городище. Храм Михаила Архангела, около 1850 г.

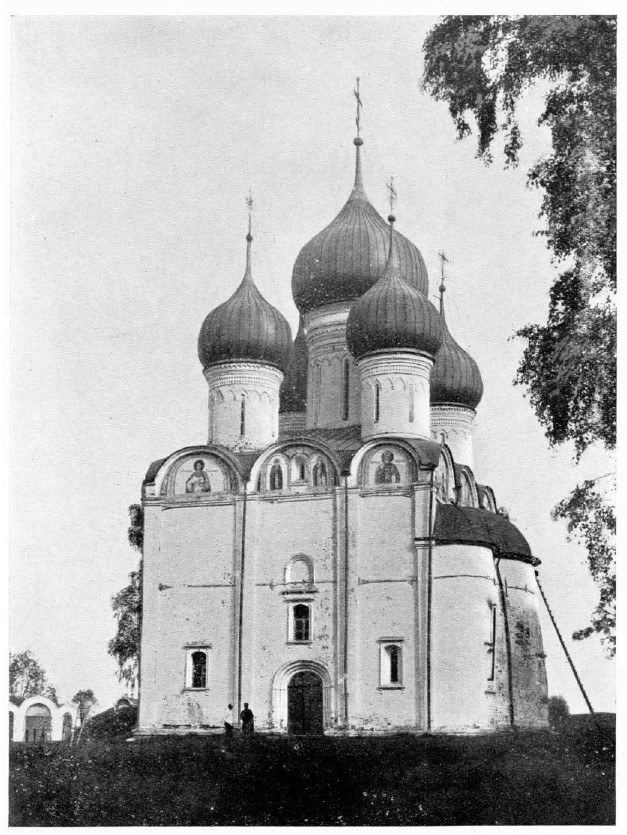
Микулино-Городище. Храм Михаила Архангела, начало XX века.

В первой четверти XIX века Микулино-Городище принадлежало графу Румянцеву. По распоряжению владельца Микулина государственного канцлера графа Николая Петровича Румянцева 9 каменных надгробий микулинских князей, находившиеся в Михайловском соборе с южной стороны, в 1822 году были уничтожены. Всего изначально было 15 гробниц.
После Румянцева, во второй четверти XIX века, Микулином владел Дивов (или Диев), оставшийся в народной памяти как «хороший барин».
В 1838 году Микулино-Городище перешло в руки Николая Гавриловича Головина, считавшего себя потомком микулинских князей, так как одна из дочерей предпоследнего князя Микулинского княжна Ирина Андреевна была замужем за его предком стольником Яковом Никитичем Головиным. Головин, большой любитель старины, собрал исторические материалы о Микулине и издал их в 1854 году под названием «Микулинская летопись». Однако не все сведения «Микулинской летописи» являются достоверными. 
Через Микулино-Городище проходило сообщение Москвы с Новгородом. Тогда Микулино-Городище (второе название в то время Никулино-Городище) располагалось по обоим берегам реки Шоши. В нём насчитывалось 90 крестьянских дворов, в которых числилось 382 души мужского пола и 486 душ — женского; итого — 868 человек. В селе было 8 церквей (Головин нашёл остатки еще десятка древних церквей), включая уцелевший Михаило-Архангельский храм. Храм был частично отремонтирован в 1850 году и заново освящён. В 1850 в осыпи микулинского вала была найдена серебряная «Микулинская чаша» (из княжеской посуды) — ценный образец русского средневекового прикладного искусства (ныне хранится в Москве в Государственном историческом музее).
Потом Микулино-Городище принадлежало Вере Петровне Головиной, жене подполковника Н. Г. Головина.
В 1870—1880-х гг. Микулино-Городище перешло во владение гвардии подполковника Николая Николаевича Пономарёва, зятя Головина.
Основной храм Микулино собор Архангела Михаила реставрировался в 1812, в 1850, основательно — в 1886—1887 (с подачи А.К. Жизневского, архитектор Кузьмин (на основе проекта архитектора-археолога Н. В. Султанова)). При реставрационных раскопках в 1886 году был найден в подвалах каменный гроб князя Семёна Ивановича Микулинского, умершего в 1559 году. По данным профессора Султанова купол храма ранее был другой формы (не луковичной), но тогда не стали его переделывать.
(В ходе реставрации 1978—1989 гг.(реставратор Л. А. Белова) данному храму была возвращена первоначальная позакомарная форма кровли и шлемовидная форма куполов.)
В 1893 году у О. Н. Пономарёвой, вдовы подполковника Николая Николаевича Пономарёва, имение купил Александр Фёдорович Бухмейер, который владел им до 1917 года.
XX век
В начале XX века А. Ф. Бухмейер построил в своей усадьбе внушительных размеров дворец, с домовой церковью Воскресения Христова, однако во время революции 1905 года они были полностью сожжены. А. Ф. Бухмейер построил в Микулине Городище винокуренный завод, с 1902 по 1908 год в селе располагалось издательство журнала «Винокурение» под редакцией А. А. Фукса. При заводе была открыта сельскохозяйственная школа, где читался курс по винокурению. Среди лекторов школы были: А. А. Вериго, Н. Н. Худяков, И. Д. Жуков, В. Ф. Тимофеев, А. П. Ситников, А. А. Фукс, француз Генрих Лаваллэ и др.

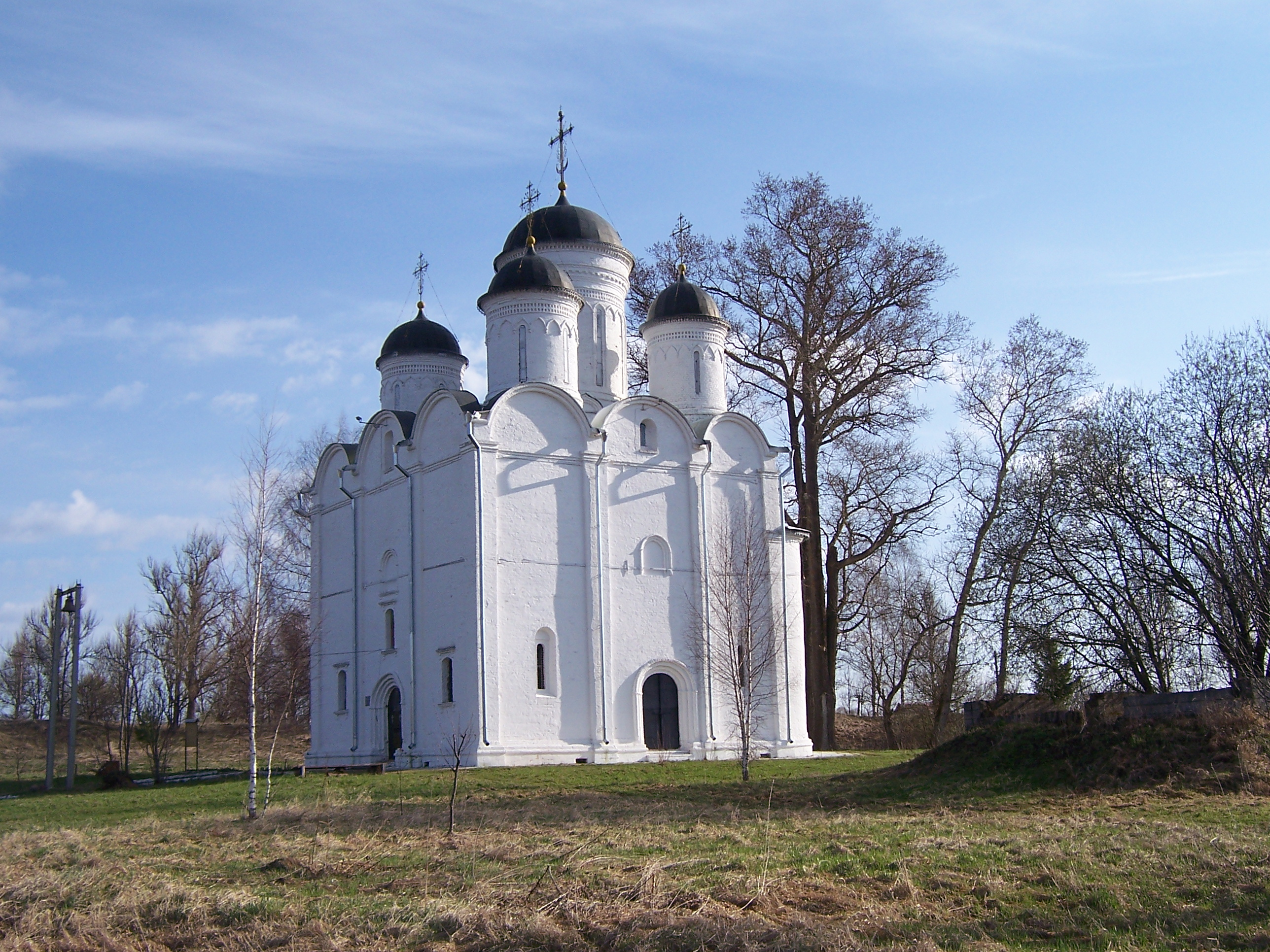
Собор Архангела Михаила, 2010 г.

Кроме того, в Микулине-Городище было несколько торговых и чайных лавок, булочная, бараночная, колбасная, портновская, сапожницкая и другие мастерские, ломбард губернского земства, волостное правление, земское и северного общества страховые агентства, двухклассное министерское училище, земская больница, почтово-телеграфное отделение, телефонная станция.
В приход села Микулино-Городище входили деревни: Владимировка, Бесково, Галкино, Минарово, Пенья, Боровки, Плетенинское, Боборыкино. В селе насчитывалось 129 крестьянских дворов, 795 жителей.
Во время Великой Отечественной войны, в августе 1942 года, на аэродроме в Микулине-Городище базировался 523-й истребительный авиационный полк.
В 1994—2006 годах Микулино было центром Микулинского сельского округа.
Современный период
Сохранились земляные валы (городище) Микулинского кремля, а также Архангельский (Св. Михаила Архангела) собор XVI в. (отреставрирован) с усыпальницей микулинских князей. В честь городища названа охраняемая природная территория Микулино городище на реке Шоша.

## Население
| 2002 | 2006  | 2010  |
| ---- | ----- | ----- |
| 1474 | ↘1292 | ↗1455 |

## Известные люди
В селе родился артист балета и балетный педагог А. И. Пушкин.